# Close harmony
 (décembre 2020).
Si vous disposez d'ouvrages ou d'articles de référence ou si vous connaissez des sites web de qualité traitant du thème abordé ici, merci de compléter l'article en donnant les références utiles à sa vérifiabilité et en les liant à la section « Notes et références ».
La close harmony ou harmonie serrée en français, est une forme d'arrangement musical qui consiste à positionner les notes d'un accord sur un intervalle réduit. 
Un accord est considéré comme étant en harmonie serrée si ses notes sont disposées dans une fourchette étroite, généralement avec un écart maximal (espacement) d'une octave entre les notes supérieures et les notes inférieures. Par opposition, un accord est dit en harmonie ouverte (open harmony) s'il y a plus d'une octave entre les notes supérieures et inférieures.
La close harmony peut suivre les règles standards d'harmonie classique, comme dans les quatuors à cordes ou dans les chorals de Bach, ou progresser en mouvement harmonique parallèle, avec des tierces ou des sixtes.
La close harmony peut désigner à la fois des arrangements vocaux et instrumentaux. Cependant, l'usage du terme se réfère le plus souvent au chant en close harmony.

## Laclose harmonyvocale
La close harmony est une technique de chant dans laquelle toutes les voix, sauf la basse, sont très proches et restent confinées dans une seule octave, l'ensemble ne dépassant généralement pas un intervalle de dix tons.
Le chant en close harmony est avant tout une méthode qui cherche à produire la musique la plus créative possible avec un nombre de contraintes élevé. Par définition, en close harmony, on arrange les notes dans une gamme réduite, qui ne dépasse généralement pas une octave. Occasionnellement cependant, ces règles sont écartées afin d'inclure quelques notes graves pour l'équilibre de l'ensemble. Aussi restrictive que cette technique puisse paraître, de nombreux groupes de chanteurs de close harmony ont trouvé une astuce pour accroître leur liberté de création : confiner chaque individu sur une octave différente pour étendre la composition d'ensemble au-delà de la gamme restreinte de départ.
De nombreux chanteurs et musiciens célèbres ont utilisé cette technique avec un immense succès. La plupart des quartets Barbershop ou des chants a cappella sont chantés en close harmony. Les Andrews Sisters, Simon et Garfunkel ou encore les Beach Boys font partie des groupes les plus connus qui ont utilisé cette technique de chant. Depuis 2006, le groupe britannique les Puppini Sisters reprend avec succès le flambeau du chant en close harmony.

## Histoire du chant enclose harmony

### Avant leXXesiècle
La première occurrence connue de chant en close harmony remonte en 1773, en Nouvelle-Zélande. Au cours d'un de ses voyages, l’explorateur James Cook fut témoin de cérémonies traditionnelles d'indigènes et tomba sous le charme de leur technique de chant en close harmony. Il prit alors des leçons auprès de ces insulaires et rapporta en Europe une nouvelle inspiration. Il modifia un grand nombre des chants de son église pour y incorporer la technique de close harmony.
Mais cette expérience ne fut une révélation que pour Cook : le goût pour la close harmony s'évanouit avec sa mort. Bien qu'elle ait été commune parmi les esclaves et la petite scène de café occidentale, elle ne fut pas l'objet d'une attention de masse avant le XXe siècle.

### AuXXesiècleet aujourd’hui
Le chant en close harmony gagna légèrement en popularité avant de se répandre sur tous les États-Unis. En 1924, le premier club glee fut établi à l'université de Floride. Ces groupes de chanteurs n'étaient à l'époque pas très reconnus, mais le caractère motivant et stimulant de leurs chants leur permettait de se produire au cours d'évènements sportifs pour encourager les athlètes. Il semblerait que les groupes de chanteurs en close harmony aient en fait été les premiers pom-pom girls.

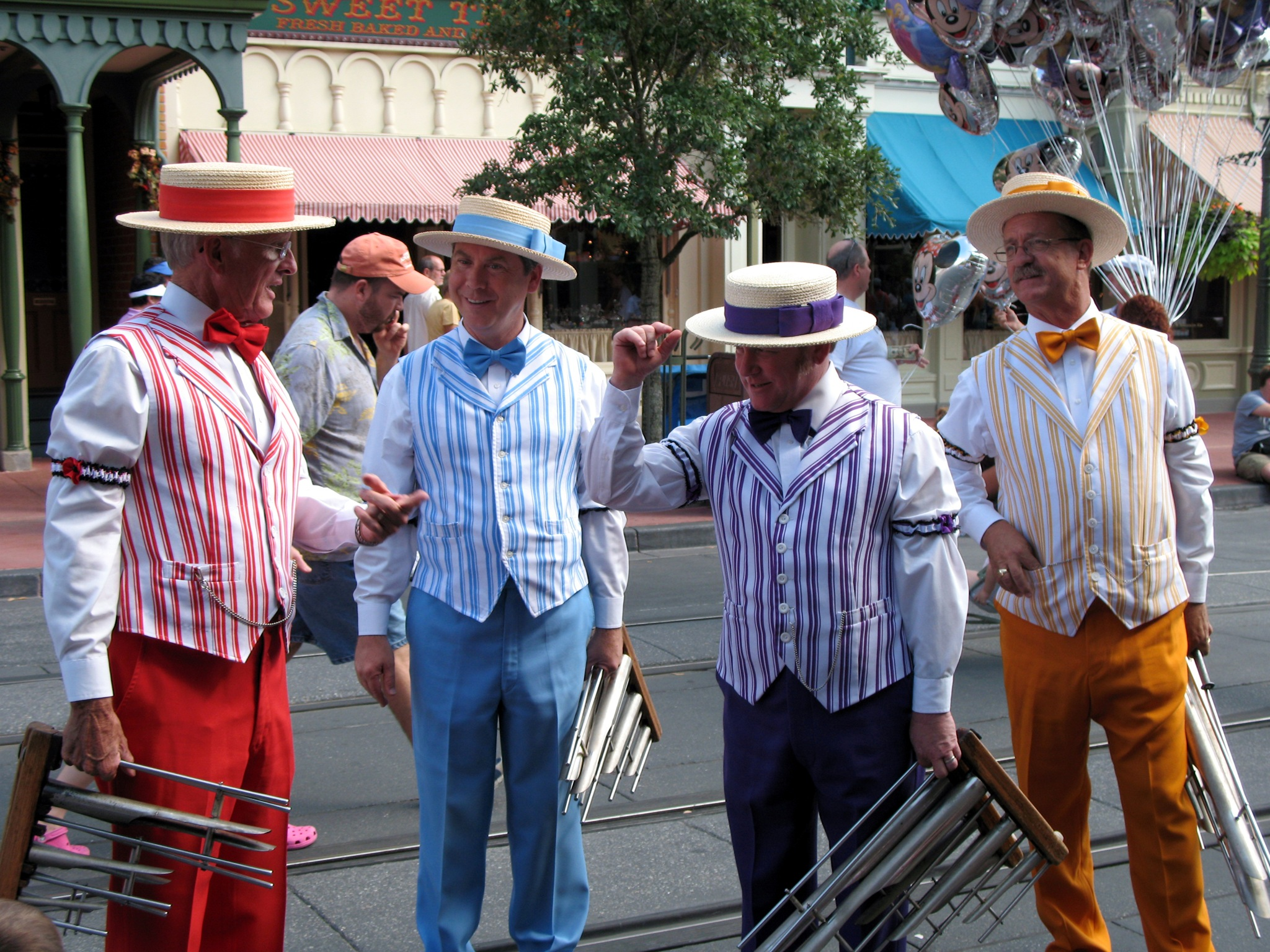
Quatuor Barbershop à Disneyworld

Les années 1930 marquèrent l'émergence du chant en close harmony dans la culture de masse. Les chanteurs amateurs qui voulaient connaître la gloire enregistraient leurs propres chants a cappella pour être diffusés à la radio. Cela relança également la mode des quatuors Barbershop qui représentent l’âge d’or du chant en close harmony. Bien que ces derniers ne soient plus aussi présents dans la vie quotidienne d’aujourd’hui, ils restent un style de musique et représentent une culture parfaitement identifiable.
À la fin des années 1940 et au début des années 1950, la close harmony est devenue très populaire grâce à de nombreux groupes aussi bien masculins que féminins. Parmi les plus célèbres, on peut citer : The Louvin Brothers, the Delmore Brothers, the Everly Brothers, the Southern Sons, the Mills Brothers, the Andrews Sisters, the Chordettes, the Beverley Sisters ou encore les Dolly Frenchies (en France).
Plus récemment, the Puppini Sisters ont repris cette technique de chant en remettant au goût du jour les tenues mais en gardant ce son caractéristique des années 1940. De nos jours, la sonorité de la close harmony vocale est utilisée pour donner un côté "rétro" aux compositions musicales. Christina Aguilera a par exemple utilisé cette technique dans son titre Candyman, hommage à la période d'après-guerre.

## Laclose harmonyinstrumentale
Bach a incorporé des méthodes de close harmony dans certains de ses plus grands chefs-d'œuvre, notamment ses chorals. En jazz, cette technique a également été utilisée par George Gershwin.
Un autre exemple bien connu de close harmony instrumentale est le morceau Moonlight Serenade de Glenn Miller qui utilise tous les instruments à vent à anche simple pour créer un son reconnaissable en harmonisant les différentes sections dans une seule et même octave. Miller a étudié le Système Schillinger auprès de Joseph Schillinger lui-même. C'est lui qui l'a aidé à créer le « son Miller »" et c'est sous son tutorat que Miller a composé Moonlight Serenade, qui reste un de ses morceaux les plus célèbres.

## Influences
Les années suivant la Deuxième Guerre mondiale ont vu l'explosion de la soul et du gospel. Ces deux styles de musique pourraient, au premier abord, sembler être à l'opposé du chant en close harmony mais la façon dont fonctionnent les groupes de chant montre que ce n'est pas le cas : chaque individu apporte ses propres forces, ou d'un point de vue de la close harmony, sa propre octave.
Le chant en close harmony est aujourd’hui toujours commun dans la musique pop mais ses effets sont fortement réduits avec l'utilisation des machines de synthèse musicale, les nombreuses guitares, et les clips vidéos. Même si les sonorités de fond ne connaissent aucune limite, le chanteur principal ne s'écarte que très rarement de cette octave, représentante du chant en close harmony.

## Terminologie
Le terme « close harmony » est la plupart du temps utilisé tel quel dans de nombreuses langues[réf. nécessaire]. On trouve parfois, uniquement dans le contexte de la close harmony vocale, le terme « mur du son » ou « Barbershop » qui se réfère à cette sonorité caractéristique du chant en close harmony.